# Amel Mujčinović
Amel Mujčinović, bosansko-hercegovsko-slovenski nogometaš, * 20. november 1973, Tuzla, Jugoslavija.
Mujčinović je nekdanji profesionalni nogometaš, ki je igral na položaju vratarja. V svoji karieri je branil za bosansko-hercegovski Zmaj od Bosne, slovenska Celje in Muro ter ruski Anži Mahačkala. Skupno je v prvi slovenski ligi odigral 345 tekem. Leta 2001 je odigral eno tekmo za bosansko-hercegovsko reprezentanca.